# Matondo Castlo
Matondo Castlo (* 2. Oktober 1993 in Berlin) ist ein deutscher Schauspieler und Fernsehmoderator.

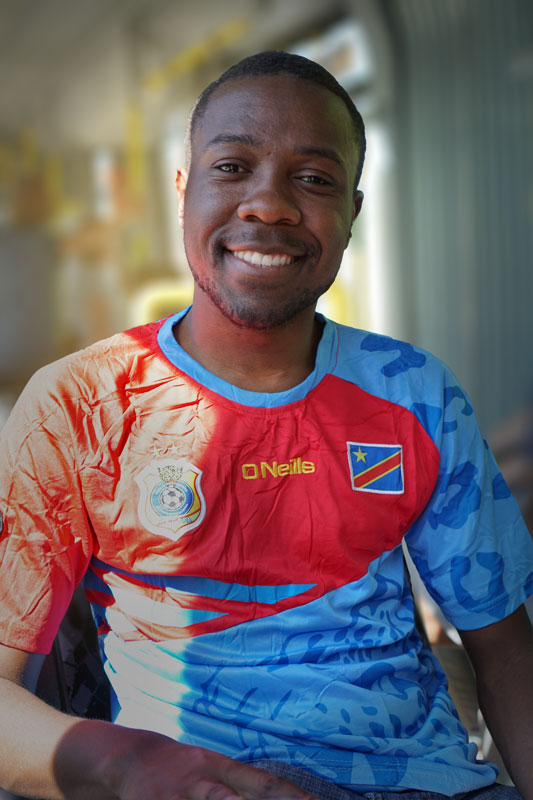
Matondo Castlo (2017)

## Leben
Castlos Eltern stammen aus der Demokratischen Republik Kongo und sind studierte Pädagogen. Er wurde in Berlin-Neukölln geboren, hat zwei ältere Brüder und lebt derzeit in Tempelhof.
Castlo begann eine Ausbildung zum Sozialassistenten und eine zweite Ausbildung zum Erzieher. Durch sein Interesse an Rap und Schauspiel gibt er in beiden Bereichen Workshops für Jugendliche. Im Maxim-Gorki-Theater stand er ab 2017 für eine Theaterproduktion auf der Bühne. Weiterhin ist er Gründer und Geschäftsführer des gemeinnützigen Unternehmens Alles für die Jugend, das sich die künstlerische Arbeit mit Jugendlichen zum Ziel gesetzt hat.
Castlo moderierte von August 2021 bis Ende 2022 zusammen mit Juri Tetzlaff und Singa Gätgens die Kindersendung KiKA Baumhaus.
Castlo ist seit 2022 Mitglied im Kuratorium der DFL Stiftung der Deutschen Fußball Liga.

## Kontroverse um Teilnahme an Farkha-Festival 2022
Anfang August 2022 nahm Castlo an einem Jugendfestival in Farkha im Westjordanland teil, das sich gegen die israelische Siedlungspolitik richtete. Ausgerichtet wurde das Festival von der kommunistischen Palestinian People’s Party. Bild berichtete über Castlos Teilnahme unter der Überschrift „KiKa-Moderator demonstriert mit Israel-Hassern“, sprach von einem „extremistischen Festival“ und unterstellte dem öffentlich-rechtlichen Rundfunk insgesamt, „auf dem Antisemitismus-Auge blind“ zu sein. Der KiKA setzte daraufhin die Zusammenarbeit mit Castlo aus, um den Fall zu prüfen. Castlo selbst bezeichnete auf Instagram seine Teilnahme am Festival als nicht politisch motiviert; rückwirkend betrachtet sei die Teilnahme an einer gewaltsam eskalierten Demonstration, die sich gegen eine israelische Siedlung richtete, während des Festival-Besuchs falsch gewesen. Im Dezember 2022 beendete KiKA die Zusammenarbeit mit Castlo aus nicht näher beschriebenen „persönlichkeitsrechtlichen Gründen“. Stefan Niggemeier kritisierte die mangelnde Transparenz der Entscheidung. In einem Interview mit der Berliner Zeitung gab Castlo an, dass der KiKA ihm auch sein Engagement für das Gedenken an Oury Jalloh und seine frühere Zusammenarbeit mit dem Rapper Hayat vorgehalten habe.